# البور (أزكور)
البور هي إحدى مشيخات المملكة المغربية، تتبع جغرافيا لإقليم الحوز وإداريًا لأزكور. يقدر عدد سكانها بـ 4852 نسمة حسب الإحصاء الرسمي للسكان والسكنى لسنة 2004.